# Jacco Swart
Jacco Swart (18 december 1966) is een Nederlands sportbestuurder. 

## Loopbaan
Hij trad op 1 juni 2004 aan als algemeen directeur bij N.E.C. als opvolger van Alex Tielbeke. 
Swart was eerder algemeen directeur bij Go Ahead Eagles en daarvoor gedurende vier jaar bij De Graafschap. Daarvoor was hij drie jaar werkzaam als marketingmanager bij de KNVB en vier jaar als brand manager bij Canal+.
In januari 2008 trad Vincent Paes terug als voorzitter bij N.E.C.. Hierna veranderde ook de organisatiestructuur waarbij de algemeen directeur inhoudelijk de taken van de voorzitter over nam en naar buiten toe het boegbeeld van de club werd. Titulair werd de voorzitter van de raad van commissarissen voorzitter en die functie werd sindsdien ingenomen voor Jan van Teeffelen.
In mei 2012 werd hij tevens benoemd in de raad van commissarissen van de Eredivisie CV. In mei 2019 maakte Swart als Managing Director de overstap naar European Leagues in het Zwitserse Nyon, de organisatie die de belangen behartigt van de nationale competities.